# Buellt
Le Royaume de Buellt ou Builth était un ancien petit royaume gallois situé dans la région de Builth Wells.

## Situation
Il était constitué par la province sud-est du Royaume de Gwerthrynion et comme ce dernier, selon la tradition, son origine était liée à la famille du roi du Ve siècle Vortigern. Le royaume de Buellt et de Gwerthrynion disparurent autour de 800, absorbé par le Seisyllwg.

## Liste des rois
- Royaume de Gwerthrynion

## Source
- (en) Timothy Venning, The Kings & Queens of Wales, Mill Brimscombe Port Stroud, Amberley Publishing,, 2013 (ISBN 9781445615776), p. 126-127 Rulers of Builth and Gwerthyrnion